# PPF Investments
PPF Investments (PPFI) este unul dintre cele mai mari fonduri de private equity specializat în Europa Centrală și de Est.
Este înregistrat în Insula Jersey.
Până în octombrie 2006, PPF Investments a investit prin vehiculele sale de investiții mai mult de 600 milioane dolari în companii din domeniul financiar, din domeniul telecomunicațiilor, al energiei și din sectorul media.
Având un capital de 1.8 miliarde dolari, compania își desfășoară activitatea prin intermediul birourilor sale din Marea Britanie, Cehia, China, Rusia și Ucraina.

## PPF Investments în România
Grupul PPFI este prezent în România prin intermediul companiei Gaz Sud din Ghermănești, societate având ca principal obiect de activitate distribuirea și comercializarea combustibililor gazoși prin conducte.
Compania Gaz Sud a fost cumpărată în anul 2007 pentru suma de 50 milioane de euro.
În iulie 2008, PPFI a preluat și compania Grup Dezvoltare Rețele (GDR), pentru suma de 6,5 milioane euro.
Grup Dezvoltare Rețele a fost înființată în anul 2001 și deține rețele de distribuție a gazelor naturale în Roșiorii de Vede din județul Teleorman, în comuna Orlești din județul Vâlcea, în comuna Brănești din județul Ilfov și în comuna Siret din județul Suceava.
GDR a avut o cifră de afaceri de 3,8 milioane de euro în anul 2006.
PPF Investments este și acționarul majoritar al asiguratorului ARDAF, cu peste 70% din acțiuni, preluate în perioada februarie-martie 2008.
Totodat, fondul este prezent în acționariatul rețelei hoteliere Continental Hotels și controlează integral firma de asigurări Roumanie Assurance International.